# Felsőrajk
Felsőrajk (vyslovováno [felšérajk]) je vesnice v Maďarsku v župě Zala, spadající pod okres Nagykanizsa. Nachází se asi 3 km jihozápadně od Pacsi. V roce 2015 zde žilo 739 obyvatel, z nichž jsou 98 % Maďaři, 3,56 % Němci a 1,4 % Romové.
Sousedními vesnicemi jsou Alsórajk a Pötréte, sousedním městem Pacsa.